# Farnaces I del Ponto
Farnaces I del Ponto (en griego: Φαρνάκης) fue el quinto rey del Ponto entre los años 184 a. C. y 170 a. C.
Hijo y sucesor de Mitrídates III del Ponto y de su esposa Laodice. La fecha de sucesión no se puede fijar con certeza, pero en todo caso es anterior a 183 a. C., año en que conquistó la importante ciudad de Sinope, que había sido objeto de ambición por sus antecesores en el trono. Los rodios enviaron una embajada a Roma, protestando por la agresión, pero sin resultado.
Por este tiempo, Farnaces se vio envuelto en un conflicto con su vecino Eumenes II de Pérgamo, que llevó a algunos enfrentamientos, y a repetidas embajadas de ambos a Roma. En la primavera de 181 a. C., sin esperar la vuelta de su embajador, Farnaces atacó a Eumenes II y a Ariarates IV de Capadocia, e invadió Galacia con una numerosa fuerza. Eumenes también se puso al frente de su ejército, pero las hostilidades se suspendieron pronto con la llegada de los enviados del senado romano, dispuestos a investigar las causas de la disputa. Se acordaron negociaciones en Pérgamo, pero sin resultado, y las demandas de Farnaces fueron rechazadas como no razonables.
La guerra continuó hasta 179 a. C., cuando Farnaces, incapaz de hacer frente a las fuerzas combinadas de sus enemigos pidió la paz, viéndose obligado a ceder sus conquistas en Paflagonia y Capadocia, a excepción de Sínope.